# A-1 Pictures
A-1 Pictures Inc. (яп. 株式会社エー・ワン・ピクチャーズ, Кабусікі-ґайся Е: Ван Пікутя:дзу) — японська анімаційна студія, дочірня компанія Sony Music Entertainment, виробнича фірма аніме Aniplex.

## Історія
Студія була створена Sony Music Entertainment (Японія), з виробничим підрозділом мультиплікації Aniplex, 9 травня 2005 року, щоб оживити виробництво аніме-серіалів.
У квітні 2018 року A-1 Pictures перейменувала свою студію в Коендзі в CloverWorks, а в жовтні того ж року та і зовсім була відокремлена від основної студії, ставши дочірньою компанією Aniplex.

## Роботи
Аніме-серіали
| Назва                                                      | Телевізійна мережа                              | Дата початку                                               | Дата кінця                                                    | Примітки | Джерела                              |  |
| ---------------------------------------------------------- | ----------------------------------------------- | ---------------------------------------------------------- | ------------------------------------------------------------- | --- | ------------------------------------ |  |
| Назва                                                      | Zenmai Zamurai                                  | NHK E                                                      | 3 квітня 2006                                                 | 26 березня 2010                                                                                                 | Оригінальна робота Спільно з No Side |  |
| Robby & Kerobby                                            | TV Tokyo                                        | 1 квітня 2007                                              | 30 березня 2008                                               | Оригінальна робота                                                                                              |                                      |  |
| Big Windup!                                                | TBS, MBS                                        | 12 квітня 2007                                             | 28 вересня 2007                                               | На основі манґи Аса Хігучі                                                                                      |                                      |  |
| Persona: Trinity Soul                                      | Tokyo MX, BS11                                  | 5 січня 2008                                               | 28 червня 2008                                                | На основі відеогри компанії Atlus                                                                               |                                      |  |
| Tetsuwan Birdy: Decode                                     | TV Saitama                                      | 4 липня 2008                                               | 29 вересня 2008                                               | На основі манґи Масамі Юкі                                                                                      |                                      |  |
| Kuroshitsuji                                               | MBS                                             | 3 жовтня 2008                                              | 27 березня 2009                                               | На основі манґи Яна Тобосо                                                                                      |                                      |  |
| Kannagi: Crazy Shrine Maidens                              | Tokyo MX                                        | 4 жовтня 2008                                              | 27 грудня 2008                                                | На основі манґи Ері Таканаші Спільно з Ordet                                                                    |                                      |  |
| Tetsuwan Birdy: Decode 2                                   | SUN-TV                                          | 9 січня 2009                                               | 28 травня 2009                                                | Сиквел Tetsuwan Birdy: Decode                                                                                   |                                      |  |
| Valkyria Chronicles                                        | MBS                                             | 4 квітня 2009                                              | 26 вересня 2009                                               | На основі відеогри на Sega                                                                                      |                                      |  |
| Fairy Tail                                                 | TXN (TV Tokyo)                                  | 12 жовтня 2009 (перший сезон) 5 квітня 2014 (другий сезон) | 30 березня 2013 (перший сезон) 26 березня 2016 (другий сезон) | На основі манґи Хіро Машіма Спільно з Satelight (перший сезон) і Bridge (другий сезон)                          |                                      |  |
| Sound of the Sky                                           | TV Tokyo                                        | 5 січня 2010                                               | 22 березня 2010                                               | Оригінальна робота                                                                                              |                                      |  |
| Ōkiku Furikabutte ~Natsu no Taikai-hen~                    | MBS, TBS                                        | 1 квітня 2010                                              | 24 червня 2010                                                | Сиквел Big Windup!                                                                                              |                                      |  |
| Праця!!                                                    | Tokyo MX                                        | 4 квітня 2010                                              | 26 червня 2010                                                | На основі манґи Каріно Такацу                                                                                   |                                      |  |
| Night Raid 1931                                            | TV Tokyo                                        | 5 квітня 2010                                              | 28 червня 2010                                                | Оригінальна робота                                                                                              |                                      |  |
| Black Butler II                                            | MBS                                             | 2 липня 2010                                               | 17 вересня 2010                                               | Сиквел Black Butler                                                                                             |                                      |  |
| Seikimatsu Occult Gakuin                                   | TV Tokyo                                        | 6 липня 2010                                               | 27 вересня 2010                                               | Оригінальна робота                                                                                              |                                      |  |
| Togainu no Chi                                             | MBS, TBS                                        | 7 жовтня 2010                                              | 23 грудня 2010                                                | На основі відеогри компанії Nitro+chiral                                                                        |                                      |  |
| Fractale                                                   | Fuji Television                                 | 14 січня 2011                                              | 1 квітня 2011                                                 | Оригінальна робота Спільно з Ordet                                                                              |                                      |  |
| Anohana: The Flower We Saw That Day                        | Fuji TV                                         | 15 квітня 2011                                             | 24 червня 2011                                                | Оригінальна робота                                                                                              |                                      |  |
| Blue Exorcist                                              | JNN (MBS)                                       | 17 квітня 2011                                             | 2 жовтня 2011                                                 | На основі манґи Кадзуе Като                                                                                     |                                      |  |
| Uta no Prince-sama: Maji Love 1000%                        | Tokyo MX                                        | 3 липня 2011                                               | 24 вересня 2011                                               | На основі відеогри компанії Nippon Ichi Software                                                                |                                      |  |
| The Idolmaster                                             | TBS                                             | 8 липня 2011                                               | 23 грудня 2011                                                | На основі відеогри компанії Namco Bandai                                                                        |                                      |  |
| Working'!!                                                 | Tokyo MX                                        | 1 жовтня 2011                                              | 24 грудня 2011                                                | Сиквел Working!!                                                                                                |                                      |  |
| Space Brothers                                             | NNS (ytv)                                       | 1 квітня 2012                                              | 22 березня 2014                                               | На основі манґи Чуя Кояма                                                                                       |                                      |  |
| Tsuritama                                                  | Fuji TV                                         | 12 квітня 2012                                             | 28 червня 2012                                                | Оригінальна робота                                                                                              |                                      |  |
| Sword Art Online                                           | Tokyo MX                                        | 7 липня 2012                                               | 22 грудня 2012                                                | На основі ранобе Рекі Кавахара                                                                                  |                                      |  |
| From the New World                                         | TV Asahi                                        | 28 вересня 2012                                            | 23 березня 2013                                               | На основі новели Юсуке Кісі                                                                                     |                                      |  |
| Chō Soku Henkei Gyrozetter                                 | TXN (TV Tokyo)                                  | 2 жовтня 2012                                              | 24 вересня 2013                                               | На основі відеогри компанії Square Enix                                                                         |                                      |  |
| Magi: The Labyrinth of Magic                               | JNN (MBS)                                       | 7 жовтня 2012                                              | 31 березня 2013                                               | На основі манґи Шінобу Отака                                                                                    |                                      |  |
| Ore no Kanojo to Osananajimi ga Shuraba Sugiru             | Tokyo MX                                        | 6 січня 2013                                               | 31 березня 2013                                               | На основі ранобе Юджі Юджі                                                                                      |                                      |  |
| Vividred Operation                                         | MBS                                             | 11 січня 2013                                              | 29 березня 2013                                               | Оригінальна робота                                                                                              |                                      |  |
| Uta no Prince-sama: Maji Love 2000 %                       | TV Aichi                                        | 3 квітня 2013                                              | 26 червня 2013                                                | Сиквел Uta no Prince-sama: Maji Love 1000 %                                                                     |                                      |  |
| Ore no Imouto ga Konna ni Kawaii Wake ga Nai.              | Tokyo MX                                        | 7 квітня 2013                                              | 30 червня 2013                                                | На основі ранобе Цукаса Фушімі Сиквел Ore no Imōto ga Konnani Kawaii Wake ga Nai                                |                                      |  |
| Servant x Service                                          | ABC                                             | 4 липня 2013                                               | 26 вересня 2013                                               | На основі манґи Каріно Такацу                                                                                   |                                      |  |
| Silver Spoon                                               | Fuji TV                                         | 11 липня 2013                                              | 19 вересня 2013                                               | На основі манґи Хірому Аракава                                                                                  |                                      |  |
| Magi: The Kingdom of Magic                                 | JNN (MBS)                                       | 6 жовтня 2013                                              | 30 березня 2014                                               | Сиквел Magi: The Labyrinth of Magic                                                                             |                                      |  |
| Galilei Donna                                              | Fuji TV                                         | 10 жовтня 2013                                             | 20 грудня 2013                                                | Оригінальна робота                                                                                              |                                      |  |
| Silver Spoon II                                            | Fuji TV                                         | 9 січня 2014                                               | 27 березня 2014                                               | Сиквел Silver Spoon                                                                                             |                                      |  |
| World Conquest Zvezda Plot                                 | Tokyo MX                                        | 11 січня 2014                                              | 29 березня 2014                                               | Оригінальна робота                                                                                              |                                      |  |
| Nanana's Buried Treasure                                   | Fuji TV                                         | 10 квітня 2014                                             | 19 червня 2014                                                | На основі ранобе Кадзума Оторімо                                                                                |                                      |  |
| Aldnoah.Zero                                               | Tokyo MX                                        | 5 липня 2014 (частина 1) 10 січня 2015 (частина 2)         | 20 вересня 2014 (частина 1) 28 березня 2015 (частина 2)       | Оригінальна робота Спільно з TROYCA                                                                             |                                      |  |
| Sword Art Online II                                        | Tokyo MX                                        | 5 липня 2014                                               | 20 грудня 2014                                                | Сиквел Sword Art Online                                                                                         |                                      |  |
| Persona 4: The Golden Animation                            | MBS                                             | 10 липня 2014                                              | 25 вересня 2014                                               | На основі відеогри компанії Atlus                                                                               |                                      |  |
| Black Butler: Book of Circus                               | MBS                                             | 10 липня 2014                                              | 11 вересня 2014                                               | Пов'язаний з Black Butler                                                                                       |                                      |  |
| Magic Kaito 1412                                           | NNS (ytv)                                       | 4 жовтня 2014                                              | 28 березня 2015                                               | На основі манґи Ґошьо Аояма                                                                                     |                                      |  |
| The Seven Deadly Sins                                      | JNN (MBS)                                       | 5 жовтня 2014                                              | 29 березня 2015                                               | На основі манґи Накаба Судзукі                                                                                  |                                      |  |
| Your Lie in April                                          | Fuji TV                                         | 9 жовтня 2014                                              | 19 березня 2015                                               | На основі манґи Наоші Аракава                                                                                   |                                      |  |
| Saekano: How to Raise a Boring Girlfriend                  | Fuji TV                                         | 8 січня 2015                                               | 26 березня 2015                                               | На основі ранобе Фаміякі Маруто                                                                                 |                                      |  |
| The Idolmaster Cinderella Girls                            | Tokyo MX                                        | 10 січня 2015                                              | 11 квітня 2015                                                | На основі відеогри компанії Namco Bandai                                                                        |                                      |  |
| Magical Girl Lyrical Nanoha ViVid                          | Tokyo MX                                        | 3 квітня 2015                                              | 19 червня 2015                                                | На основі манґи Масакі Цудзукі                                                                                  |                                      |  |
| Gunslinger Stratos: The Animation                          | Tokyo MX                                        | 4 квітня 2015                                              | 20 червня 2015                                                | На основі відеогри компанії Square Enix                                                                         |                                      |  |
| Ultimate Otaku Teacher                                     | NNS (ytv)                                       | 4 квітня 2015                                              | 26 вересня 2015                                               | На основі манґи Такеші Адзуми                                                                                   |                                      |  |
| Uta no Prince-sama: Maji Love Revolutions                  | Tokyo MX                                        | 5 квітня 2015                                              | 28 червня 2015                                                | Пов'язаний з Uta no Prince-sama                                                                                 |                                      |  |
| Gate: Jieitai Kanochi nite, Kaku Tatakaeri                 | Tokyo MX                                        | 3 липня 2015                                               | 25 березня 2016                                               | На основі новели Такумі Янай                                                                                    |                                      |  |
| Working!!!                                                 | Tokyo MX                                        | 4 липня 2015                                               | 26 грудня 2015                                                | Другий сиквел Working!!                                                                                         |                                      |  |
| The Idolmaster Cinderella Girls: 2nd Season                | Tokyo MX                                        | 17 липня 2015                                              | 17 жовтня 2015                                                | Сиквел The Idolmaster Cinderella Girls                                                                          |                                      |  |
| Subete ga F ni Naru                                        | Fuji TV                                         | 8 жовтня 2015                                              | 17 грудня 2015                                                | На основі новели Хіроші Морі                                                                                    |                                      |  |
| Астеріск — місто шкільних воєн                             | Tokyo MX                                        | 3 жовтня 2015                                              | 18 червня 2016                                                | На основі ранобе Юу Міядзакі                                                                                    |                                      |  |
| Boku dake ga Inai Machi                                    | Fuji TV                                         | 7 січня 2016                                               | 24 березня 2016                                               | На основі манґи Кей Санбе                                                                                       |                                      |  |
| Grimgar of Fantasy and Ash                                 | Tokyo MX                                        | 10 січня 2016                                              | 26 березня 2016                                               | На основі ранобе Ао Дзюмондзі                                                                                   |                                      |  |
| Ace Attorney: I Object to that "Truth"!                    | NNS (ytv)                                       | 2 квітня 2016                                              | 24 вересня 2016                                               | На основі відеогри Capcom                                                                                       |                                      |  |
| B-Project: Kodou*Ambitious                                 | Tokyo MX                                        | 3 липня 2016                                               | 25 вересня 2016                                               | Оригінальна робота                                                                                              |                                      |  |
| Qualidea Code                                              | Tokyo MX                                        | 10 липня 2016                                              | 24 вересня 2016                                               | Оригінальна робота                                                                                              |                                      |  |
| The Seven Deadly Sins: Signs of Holy War                   | JNN (MBS, TBS)                                  | 28 серпня 2016                                             | 18 вересня 2016                                               | Пов'язано з The Seven Deadly Sins                                                                               |                                      |  |
| WWW.Working!!                                              | Tokyo MX                                        | 1 жовтня 2016                                              | 24 грудня 2016                                                | Спін-оф Working!!                                                                                               |                                      |  |
| Uta no Prince-sama Maji LOVE Legend Star                   | Tokyo MX                                        | 2 жовтня 2016                                              | 25 грудня 2016                                                | Пов'язано з Uta no Prince-sama                                                                                  |                                      |  |
| Occultic;Nine                                              | Tokyo MX                                        | 9 жовтня 2016                                              | 25 грудня 2016                                                | На основі ранобе Шікури Чійомару                                                                                |                                      |  |
| Blue Exorcist: Kyoto Saga                                  | JNN (MBS)                                       | 7 січня 2017                                               | 25 березня 2017                                               | Пов'язано з Blue Exorcist                                                                                       |                                      |  |
| Interviews with Monster Girls                              | Tokyo MX                                        | 7 січня 2017                                               | 25 березня 2017                                               | На основі манґи Petos                                                                                           |                                      |  |
| Granblue Fantasy The Animation                             | Tokyo MX                                        | 1 квітня 2017                                              | 25 червня 2017                                                | На основі відеогри компанії Cygames                                                                             |                                      |  |
| Eromanga Sensei                                            | Tokyo MX                                        | 8 квітня 2017                                              | 24 червня 2017                                                | На основі ранобе Фушімі Цукаси                                                                                  |                                      |  |
| Saekano: How to Raise a Boring Girlfriend Flat             | Fuji TV                                         | 13 квітня 2017                                             | 23 червня 2017                                                | Сиквел Saekano: How to Raise a Boring Girlfriend                                                                |                                      |  |
| Fate/Apocrypha                                             | Tokyo MX                                        | 2 липня 2017                                               | 30 грудня 2017                                                | На основі ранобе Хіґашіде Ючіро                                                                                 |                                      |  |
| The Idolm@ster SideM                                       | Tokyo MX                                        | 7 жовтня 2017                                              | 30 грудня 2017                                                | Продовження «The Idolmaster»                                                                                    |                                      |  |
| Blend S                                                    | Tokyo MX                                        | 8 жовтня 2017                                              | 24 грудня 2017                                                | На основі манґи Накаями Міюкі                                                                                   |                                      |  |
| Record of Grancrest War                                    | Tokyo MX                                        | 6 січня 2018                                               | 23 червня 2018                                                | На основі ранобе Мідзуно Рьо                                                                                    |                                      |  |
| The Seven Deadly Sins: Revival of the Commandments         | JNN (MBS, TBS)                                  | 13 січня 2018                                              | 30 червня 2018                                                | Продовження «The Seven Deadly Sins»                                                                             |                                      |  |
| Slow Start                                                 | Tokyo MX, GYT, GTV, BS11, TVA, KTV              | 7 січня 2018                                               | 25 березня 2018                                               | На основі манґи Юйко Токумі                                                                                     |                                      |  |
| Darling in the Franxx                                      | Tokyo MX                                        | 13 січня 2018                                              | 7 липня 2018                                                  | Оригінальна робота Спільно з Studio Trigger                                                                     |                                      |  |
| Persona 5: The Animation                                   | Tokyo MX, GTV, GYT, BS11, MBS, AT-X             | 8 квітня 2018                                              | 26 червня 2019                                                | На основі відеогри                                                                                              |                                      |  |
| Sword Art Online Alternative: Gun Gale Online              | Tokyo MX, BS11, GYT, GTV, MBS, TVA, CS NTV Plus | 8 квітня 2018                                              | 30 червня 2018                                                | Спін-офф Sword Art Online                                                                                       |                                      |  |
| Wotaku ni Koi wa Muzukashii                                | Fuji TV                                         | 13 квітня 2018                                             | 22 червня 2018                                                | На основі манґи Фуджіти                                                                                         | [ 9 ] [ 10 ]                         |  |
| Sword Art Online: Alicization — War of Underworld          | Tokyo MX, Tochigi TV, Gunma TV, BS11, AbemaTV   | 7 жовтня 2018                                              | 1 квітня 2019                                                 | Сиквел Sword Art Online II                                                                                      | [ 9 ] [ 11 ]                         |  |
| Kaguya-sama wa Kokurasetai: Tensai-tachi no Ren'ai Zunōsen | BS11, Tokyo MX, Gunma TV, MBS, CTV, AT-X        | 12 січня 2019                                              | 30 березня 2019                                               | За манґою Аки Акасаки                                                                                           | [ 9 ] [ 12 ]                         |  |
| 22/7                                                       | Tokyo MX                                        | 11 січня 2020                                              | 28 березня 2020                                               | Частина мульмедійного проекту дівчат-ідолів 22/7 від «Aniplex», і «Sony Music Records», режисера Ясусі Акімото. |                                      |  |
| Kaguya-sama wa Kokurasetai? Tensai-tachi no Renai Zunōsen. | Tokyo MX                                        | 11 квітня 2020                                             | 27 червня 2020                                                | Продовження Kaguya-sama: Love Is War.                                                                           |                                      |  |
| Hypnosis Mic: Division Rap Battle: Rhyme Anima             | Tokyo MX                                        | 3 жовтня 2020                                              | 26 грудня 2020                                                | Частина мультимедійного проекту Hypnosis Mic: Division Rap Battle від King Records                              |                                      |  |
| Warlords of Sigrdrifa                                      | Tokyo MX                                        | 3 жовтня 2020                                              | 26 грудня 2020                                                | Оригінальна робота                                                                                              |                                      |  |
| 86                                                         | Tokyo MX                                        | 11 квітня 2021                                             | 19 березня 2021                                               | За манґою Асато Асато                                                                                           |                                      |  |
| Visual Prison                                              | Tokyo MX                                        | 9 жовтня 2021                                              | 25 грудня 2021                                                | Оригінальна робота                                                                                              |                                      |  |
| Kaguya-sama: Love Is War – Ultra Romantic                  | Tokyo MX                                        | 9 квітня 2022                                              | 25 червня 2022                                                | Продовження Kaguya-sama: Love Is War.                                                                           |                                      |  |
| Lycoris Recoil                                             | Tokyo MX                                        | 2 липня 2022                                               | 24 вересня 2022                                               | Оригінальна робота                                                                                              |                                      |  |
| Engage Kiss                                                | Tokyo MX                                        | 3 липня 2022                                               | 25 вересня 2022                                               | Частина мультимедійного проекту Project Engage від Aniplex                                                      |                                      |  |
| Nier: Automata Ver1.1a                                     | TBA                                             | січень 2023                                                | TBA                                                           | За мотивами відеогри від PlatinumGames                                                                          |                                      |  |
| Mashle                                                     | TBA                                             | 2023                                                       | TBA                                                           | За мотивами манґи Хаджіме Комото                                                                                |                                      |  |
| Solo Leveling                                              | TBA                                             | 2023                                                       | TBA                                                           | За мотивами корейського роману Чугона                                                                           |                                      |  |

Фільми
| Назва                                                     | Дата            | Примітки |
| --------------------------------------------------------- | --------------- | -------- |
| Welcome to the Space Show                                 | 26 червня 2010  |          |
| Fairy Tail the Movie: The Phoenix Priestess               | 18 серпня 2012  |          |
| Blue Exorcist: The Movie                                  | 28 грудня 2012  |          |
| Saint Young Men                                           | 10 травня 2013  |          |
| Anohana: The Flower We Saw That Day                       | 31 серпня 2013  |          |
| The Idolmaster Movie: Beyond the Brilliant Future!        | 25 січня 2014   |          |
| Ookii 1 Nensei to Chiisana 2 Nensei                       | 1 березня 2014  |          |
| Persona 3 The Movie: #2 Midsummer Knight's Dream          | 7 червня 2014   |          |
| Space Brothers #0                                         | 9 серпня 2014   |          |
| Persona 3 The Movie: #3 Falling Down                      | 4 квітня 2015   |          |
| The Anthem of the Heart                                   | 19 вересня 2015 |          |
| Garakowa: Restore the World                               | 9 січня 2016    |          |
| Persona 3 The Movie: #4 Winter of Rebirth                 | 23 січня 2016   |          |
| Doukyuusei                                                | 20 лютого 2016  |          |
| Black Butler: Book of the Atlantic                        | 21 січня 2017   |          |
| Sword Art Online The Movie: Ordinal Scale                 | 18 лютого 2017  |          |
| Fairy Tail: Dragon Cry                                    | 6 травня 2017   |          |
| The Seven Deadly Sins: Tenkū no Torawarebito              | 18 серпня 2018  | [ 9 ]    |
| Uta no Prince-sama Movie: Maji Love Kingdom               | 14 червня 2019  | [ 9 ]    |
| High School Fleet the Movie                               | 18 січня 2020   | [ 9 ]    |
| Love Me, Love Me Not                                      | 29 травня 2020  |          |
| Sword Art Online Progressive: Aria of a Starless Night    | 30 жовтня 2021  |          |
| Uta no Prince-sama                                        | 2 вересня 2022  |          |
| Sword Art Online Progressive: Scherzo of Deep Night       | 22 жовтня 2022  |          |
| Kaguya-sama: Love Is War – The First Kiss That Never Ends | 17 грудня 2022  |          |
| Lonely Castle in the Mirror                               | 23 грудня 2022  |          |
| Eisen Flügel                                              | TBA             |          |

OVA/ONA
| Назва                         | Дата                                                     | Примітки                                                             |
| ----------------------------- | -------------------------------------------------------- | -------------------------------------------------------------------- |
| Big Windup!                   | 2007                                                     |                                                                      |
| Kuroshitsuji                  | 2009                                                     |                                                                      |
| Kannagi: Crazy Shrine Maidens | 2009                                                     |                                                                      |
| Sound of the Sky              | 2010                                                     |                                                                      |
| Night Raid 1931               | 2010                                                     |                                                                      |
| Valkyria Chronicles III       | 27 січня 2011                                            |                                                                      |
| Black Butler: Book of Murder  | 25 жовтня 2014 (частина 1) 15 листопада 2014 (частина 2) |                                                                      |
| Brotherhood: Final Fantasy XV | 30 березня 2016 — 30 вересня 2016                        | Спільно з Square Enix. На основі всесвіту відеогри Final Fantasy XV. |
| Shelter                       | 2016                                                     | Музикальне відео                                                     |

Інше
| Назва                                            | Рік  | Примітки                                                 |
| ------------------------------------------------ | ---- | -------------------------------------------------------- |
| Namisuke                                         | 2007 |                                                          |
| Ōkiku Furikabutte: Honto no Ace ni Nareru Kamo   | 2007 | Відеогра для Nintendo DS                                 |
| Takane no Jitensha (a.k.a. Takane's Bike)        | 2008 |                                                          |
| Shin Megami Tensei: Persona 4                    | 2008 | Відеогра для PlayStation 2                               |
| Valkyria Chronicles II                           | 2010 | Відеогра для PlayStation Portable                        |
| Phoenix Wright: Ace Attorney − Spirit of Justice | 2016 | Відеогра для Nintendo 3DS                                |
| Radiant Historia: Perfect Chronology             | 2017 | Відеогра для Nintendo 3DS                                |
| Layton's Mystery Journey                         | 2017 | Відеогра для Nintendo Switch, Nintendo 3DS, iOS, Android |